# Inspektorat F Okręgu Wilno Armii Krajowej
Inspektorat F Okręgu Wilno Armii Krajowej – terenowa struktura Okręgu Wilno Armii Krajowej.
Inspektorat obejmował teren powiatów: oszmiańskiego, wilejskiego i mołodeczańskiego oraz północną część powiatu wołożyńskiego z województwa nowogródzkiego. Dowódcą jego był mjr Czesław Dębicki „Chudy”, „Jarema”, a jego adiutantem por. „Achilles”.
Oddziały partyzanckie inspektoratu utworzyły Zgrupowanie nr 3 Okręgu Wilno Armii Krajowej i w jego składzie wzięły udział w operacji „Ostra Brama”.

## Skład i obsada personalna
- Inspektor – mjr Czesław Dębicki „Chudy” „Jarema”
- adiutant inspektoratu – por. „Achilles”.

Sztab:
- szef sztabu – kpt. „Kowal”
- oficer informacyjny – kpt. Adolf Wiśniewski „Rola”
- oficer operacyjny – por. Edmund Banasikowski „Jeż”
- szef łączności – por. Witalis Stacewicz „Rafał”

Jednostki terytorialne:
- Obwód Oszmiański „Oset” – ppor. Tadeusz Czernik „Cis”
  - Ośrodek Oszmiana Armii Krajowej
  - Ośrodek Soły Armii Krajowej
- Obwód Mołodeczański „Mleko” – por. Władysław Burak „Gajewski”
  - Ośrodek Mołodeczno Armii Krajowej
  - Ośrodek Raków Armii Krajowej
- Obwód Wilejski

## Działania partyzanckie
Wiosną 1944 na terenie inspektoratu, działały cztery oddziały partyzanckie Armii Krajowej. Były to III OP „Tura”, IV OP „Małego”, V OP „Marsa” i VI OP „Nietoperza”. Terenem macierzystym pierwszych trzech oddziałów partyzanckich był powiat oszmiański, zaś VI OP wywodził się z powiatu mołodeczańskiego.
Na początku kwietnia „Jarema” zorganizował dowództwo i sztab III Zgrupowania. Stanowili go:
- dowódca – mjr Czesław Dębicki „Jarema”
- zastępca i oficer operacyjny – kpt. Edmund Banasikowski „Jeż”
- szef sztabu – kpt. Michał Kwakszyc „Kowal”
- oficer łączności – ppor. Witalis Stacewicz „Rafał”
- oficer informacyjny – kpt. Adolf Wiszniewski „Rola", „Prus”
- adiutant – ppor. Julian Marciszewski „Achilles”
- lekarz – dr Jan Brzozowski „Mitek”
- kapelan – kpt. ks. Wiktor Gogoliński „Wiktor”

Oddziały partyzanckie powiększyły swój stan liczbowy i przekształciły się w brygady. III OP pod dowództwem kpt. W. Turonka „Tura” wystawił 8 Oszmiańską Brygadę Armii Krajowej. Z IV OP pod dowództwem chor. Jana Kolendy „Małego” została zorganizowana 9 Brygada Armii Krajowej. Z V OP „Marsa” na bazie ośrodka Armii Krajowej w Krewie utworzono 12 Brygadę pod dowództwem por. Hieronima Romanowskiego „Cerbera”. Z VI OP kpt. Adama Walczaka „Nietoperza” powstała 13 Mołodeczańska Brygada.
8 Brygada „Tura” i 12 Brygada kwiecień poświęciły na ćwiczenia i szkolenie ochotników, organizowała swe służby i siatkę konspiracyjną. W tym okresie doszło do nieznacznych potyczek z policją litewską. Nowym dowódcą 12 Brygady został kpt. Hieronim Romanowski „Cerber”.
9 Brygada „Małego” przeprowadziła kilka akcji. 15 kwietnia zajęła litewską wieś Knistuszki i rozbroiła członków samoobrony litewskiej. Następnego dnia stoczyła potyczkę z niemiecko-litewską ekspedycją karną.
13 Brygada „Nietoperza” spędziła pierwszą dekadę kwietnia w okolicach Kuszlan, ochraniając miejscową ludność przed próbami ściągania kontyngentów. W drugi dzień Świąt Wielkanocnych na brygadę uderzył oddział litewskiej policji z Holszan. Atak został odparty ogniem ubezpieczeń z rejonu folwarku Wojtkuny. 18 kwietnia idąca na koncentrację III Zgrupowania brygada dokonała ataku na magazyn broni i sprzętu wojskowego w Łostojnicach. Atak okazał się nieskuteczny. Niemcy nie dali się zaskoczyć.
Koncentracja brygad nastąpiła w rejonie Graużyszek. W nocy z 30 kwietnia na 1 maja III Zgrupowanie wizytował ppłk Krzyżanowski „Wilk”.

### Działania przeciw Litwinom
W kwietniu 1944 na tereny Oszmiańszczyzy zaczęły przybywać umundurowane i uzbrojone przez Niemców bataliony litewskiego korpusu posiłkowego gen. Povilasa Plechavičiusa. Ich zadaniem było rozbicie polskiej partyzantki.
Komendant policji białoruskiej w Oszmianie przekazał wiadomość o usunięciu 50 policjantów białoruskich, jako elementu niepewnego. 11 kwietnia 3 pluton „Asa” z 8 Brygady zatrzymał dwa samochody ciężarowe wiozące około 50 Białorusinów pod eskortą Litwinów. Białorusini chętnie oddali broń Polakom.
W Komendzie Okręgu Wileńskiego Armii Krajowej zdecydowano o podjęciu aktywnych działań polegających na wystąpieniach zbrojnych wszystkich ujawnionych sił Armii Krajowej w obronie miejscowej ludności. „Jarema” zdecydował skoncentrować własne oddziały, zanim przeciwnik osiągnie gotowość bojową.
Siły III Zgrupowania na przełomie kwietnia i maja przedstawiały się następująco:
- 8 Brygada – około 200 uzbrojonych żołnierzy
- 9 Brygada – około 90 uzbrojonych żołnierzy
- 12 Brygada – około 120 uzbrojonych żołnierzy
- 13 Brygada – około 170 uzbrojonych żołnierzy

Razem zgrupowanie liczyło około 580 uzbrojonych żołnierzy Armii Krajowej
Siłami tymi, zdecydowanie słabszymi liczebnie od litewsko–niemieckich zdecydowano, wykorzystując element zaskoczenia, niszczyć kolejno odosobnione oddziały przeciwnika.
O zmierzchu 5 maja dowództwo III Zgrupowania wydało rozkaz 8, 12 i 13 Brygadom uderzenia na Graużyszki. 9 Brygada osłaniała tabory zgrupowania w Dorżach. Uderzenie brygad na Graużyszki nie było jednak konieczne. Rozpoznanie popełniło pomyłkę. W mieście nie było ani oddziałów niemieckich, ani gen. P. Plechaviciusa czy też policji. Przeredagowano rozkazy. 8 Brygada stanęła w Graużyszkach, 9 w Dorżach, 12 w Szczepanowiczach, a 13 w okolicy Nowej Wsi.
6 maja 1944 batalion z korpusu posiłkowego gen. Plechavičiusa wyruszył z Oszmiany w kierunku Graużyszek. Wraz z nim szli litewscy policjanci i urzędnicy. Przechodząc przez Sieńkowszczyznę Litwini zaczęli palić zabudowania i mordować cywilnych mieszkańców. Działania litewskie obserwował będący na ubezpieczeniu pluton por. „Żagla” z 8 Brygady. Zszedł on ze swoich pozycji i uderzył na napastników. Za nim ruszyły pozostałe plutony 8 Brygady. Brygada nacierała z taką furią, że Litwini, mimo przewagi liczebnej, nie wytrzymali uderzenia i zaczęli wycofywać się. Mjr „Jarema” wydał rozkaz wykonania manewru oskrzydlającego 9, 12 i 13 Brygadom. Okrążeni żołnierze litewscy zostali wzięci do niewoli. Rozbrojono ich i rozebrano z mundurów. W tym stanie odstawiono ich pod eskortą na trakt do Oszmiany. Przeprowadzono też dochodzenie, celem ustalenia winnych dokonania mordu na ludności cywilnej we wsi Sieńkowszczyzna i Adamowszczyzna. Winni zostali osądzeni i rozstrzelani.

#### Bitwa pod Murowaną Oszmianką
10 maja Komendant „Wilk” i jego zastępca „Ludwik” zatwierdzili dalszy plan działania III Zgrupowania. Zakładał on dokonanie uderzenia na pozostałe jednostki korpusu gen. Plechavičiusa wchodzące w skład grupy „Aschmena”. Nastąpić to miało w rejonie Murowanej Oszmianki i Tołminowa. Do uderzenia wyznaczono cztery brygady III Zgrupowania wzmocnione przez 3 Brygadę „Szczerbca” z I Zgrupowania. Na dowódcę grupy uderzeniowej został wyznaczony mjr „Jarema”.
12 maja w Graużyszkach odbyła się odprawa dowódców brygad wyznaczonych do wykonania zadania. Na odprawę przybył również komendant „Wilk”. Mjr „Jarema”, po wystąpieniu „Wilka”, zapoznał obecnych z planem działania. Przewidywał on rozbicie czterech kompanii litewskich stacjonujących w Murowanej Oszmiance. Akcja miała być osłaniana od strony Oszmiany i Tołminowa, gdzie stacjonowały oddziały niemieckie i litewskie. Dowódca III Zgrupowania postawił też zadania dla brygad: 8 Brygada „Tura” miała nacierać na Murowaną Oszmiankę od strony południowo–wschodniej; 3 Brygada „Szczerbca” uderzała na miasto od zachodu. Pozostałe brygady 9, 12 i 13 ubezpieczały akcję. Część sił 13 Brygady miała uderzyć na Tołminowo wykonując atak pozorny.
12 maja o 23:00 nastąpił atak na Murowaną Oszmiankę. Pierwsza uderzyła 8 Brygada „Tura”. Do 23:30 „Tur" opanował samodzielnie prawie trzecią część miasteczka i wziął do niewoli około 80 jeńców. Jednak położenie brygady stawało się coraz trudniejsze. 3 Brygada „Szczerbca”, która miała uderzyć z zachodniej strony, spóźniła się na akcję. Pozostałe brygady 9, 12 i 13 stały bezczynnie na ubezpieczeniu. W takich warunkach mjr „Jarema” wydał rozkaz 12 Brygadzie wsparcia walki 8 Brygady. Wyparła ona plechavičiusowców z południowej części miasta biorąc do niewoli około 20 litewskich żołnierzy.
Około 23:30 na miasto z marszu uderzyła Brygada „Szczerbca”, forsując zachodnią linię obrony i częścią sił nawiązała w centrum miejscowości styczność z 8 Brygadą. Jednak większość plutonów 3 Brygady stoczyła na przedpolach Murowanej Oszmianki trudną walkę. Pluton „Milimetra” napotkał silny opór i trafił pod zmasowany ostrzał. Został przykuty do ziemi nieprzyjacielskim ogniem i poniósł dotkliwe straty. Odcinek zachodni, na którym nacierała 3 Brygada, posiadał dobrze zorganizowaną obronę.
Równocześnie z uderzeniem 3 Brygady do dalszego natarcia ruszyły 8 i 12 brygada. Była to już końcowa faza walki. Opór przeciwnika zmalał. Wzięto do niewoli dalszych 70 jeńców. Jednak większość sił litewskich zdołała wycofać się z miasta w kierunku północno–zachodnim. Nie był on blokowany przez siły Armii Krajowej.
Jednocześnie z uderzeniem na Murowaną Oszmiankę, 13 Brygada „Nietoperza” uderzyła na Tołminowo. Część brygady osłaniała drogę Tołminowo–Murowana Oszmianka, pozostała (około 100 osób) uderzyła na dwie kompanie litewskiego korpusu posiłkowego. Nieprzyjaciel nie potrafił zorganizować obrony, a żołnierze litewscy zaczęli poddawać się. Jedynie w  środku wsi Litwini próbowali stawić opór. Zdobyto dużą ilość broni i amunicji, sprzęt wojskowy, zapasy żywności i mundury. Akcja na Tołminowo zakończyła się całkowitym sukcesem.
Około godz. 2:00 13 maja bitwa w Murowanej Oszmience i Tołminowie była zakończona. Jeńców litewskich zebrano na rynku w Murowanej Oszmiance. Przemiówił do nich Komendant „Wilk”. Wyraził swoją pogardę w stosunku do „sługusów hitlerowskich, jakimi się okazali żołnierze litewskiego korpusu posiłkowego gen. Plechavičiusa”. Jeńcy zostali rozebrani do bielizny, odprowadzeni do traktu oszmiańskiego, skąd dotarli do Wilna i do Oszmiany.
Podobny los spotkał również jeńców litewskich w Tołminowie. 13 Brygada. wycofując się z miasteczka, pozostawiła jeńców litewskich na wolności i w pełnym umundurowaniu. Nieco później przez Tołminowo przechodziła 9 Brygada, która rozmundurowała litewskich żołnierzy.
W walce zginęło około 69 żołnierzy litewskich, a ponad 120 było rannych. Straty polskie wynosiły 12 zabitych oraz około 20 rannych.

#### Inne akcje
W końcu maja 1944 3 Zgrupowanie zmieniło rejon działania: 13 Brygada rozlokowała się w Klewicy, 8 Brygada w Dziewieniszkach, 9 Brygada pozostała w Graużyszkach, a 12 Brygada zakwaterowana została w Wierebuszkach.
W pierwszej dekadzie czerwca zaplanowano uderzenie na posterunek policji litewskiej w Holszanach. Niemiecki oddział pancerny przybyły do tej miejscowości udaremnił akcję.

### Walki z Sowietami
W końcu maja 1944 3 Zgrupowanie zmieniło rejon działania: 13 Brygada rozlokowała się w Klewicy, 8 Brygada w Dziewieniszkach, 9 Brygada pozostała nadal w Graużyszkach, a 12 Brygada kwaterowała w Wierebuszkach.
29 maja 1944 odnotowano walki kilku patroli z 12 i 13 Brygady w okolicach Solecznik na trasie Klewica–Bieniakonie z oddziałami sowieckimi. W walkach zginęło 4 polskich partyzantów. Pochowani zostali na rynku w Dziewieniszkach na skwerze przy kościele.
5 czerwca sytuacja powtórzyła się pod Tołmuciszkami. W walce tej poległo dwóch polskich partyzantów, a dwóch trafiło do niewoli. Zostali oni w bestialski sposób zamordowani.
9 Brygada „Małego” po akcji na Holszany rozlokowała się wokół Kucewicz. Doszło tu do starcia z sowiecką Brygadą im. Gastełło Manochina i Witebską Brygadą Potapienki. Przyczyną walk była rabunkowa działalność obu tych oddziałów wobec mieszkańców Kucewicz.
Według meldunku Manochina dwie brygady sowieckie zmuszone zostały do wycofania się z tych terenów.

### Bilans walk
W okresie poprzedzającym Akcję „Burza” brygady inspektoratu F przeprowadziły 21 akcji bojowych.
Stoczono:
- 6 potyczek z Niemcami (Traby, obława koło wsi Knistuszki, zasadzka na drodze Wilno–Oszmiana koło stacji kolejowe, Oszmiana, rozbrojenie załogi samolotu koło Krewe, Łostojańce. Ludwikowszczyzna)
- 6 akcji przeprowadzonych przeciw siłom litewskiej policji i kompaniom litewskiego korpusu posiłkowego gen. P. Plechavicziusa (3 potyczki: akcja na drodze Wilno–Oszmiana koło Murowanej Oszmianki, Knistuszki, Giejstuny: 3 bitwy: Sieńkowszczyzna i Adamowszczyzna, Murowana Oszmianka, Tołminowo)
- 2 potyczki przeciw oddziałom partyzantki sowieckiej (Kucewicze i okolice Solecznik)
- 3 potyczki z siłami białoruskimi (Michałowszczyzna, Markowice, Bienice)
- 4 akcje nie doszły do skutku, ponieważ podczas ich przeprowadzenia wycofano jednostkl litewskie (Graużyszki, Nowosiółki) lub zaszły nieoczekiwane wydarzenia, które nie pozwoliły akcji przeprowadzić (Holszany dwukrotnie)